# Amuwo-Odofin
Amuwo-Odofin é uma área de governo local na divisão Bagagry, no estado de Lagos, na Nigéria.